# USS Yarnall (DD-143)
USS Yarnall (DD-143) – amerykański niszczyciel typu Wickes z okresu dwudziestolecia międzywojennego i II wojny światowej. Nazwany imieniem Johna Yarnalla, który był oficerem United States Navy w okresie wojen napoleońskich. W 1940 został przekazany Royal Navy, gdzie służył jako HMS „Lincoln” (G42). W lipcu 1944 przekazany Radzieckiej Marynarce Wojennej, gdzie służył jako „Drużnyj”.

## Historia
Stępkę pod budowę USS „Yarnall” położono 12 lutego 1918 w stoczni William Cramp and Sons. Okręt został wodowany 19 czerwca 1918, wszedł do służby 29 listopada 1918. Po wejściu do służby okręt wszedł w skład 15 Dywizjonu niszczycieli działającego w rejonie Francji. 1 stycznia 1920 okręt wszedł w skład 4 Eskadry niszczycieli stacjonującej w porcie San Diego. Okręt służył na wodach azjatyckich, skąd powrócił latem 1921. 29 maja 1922 okręt został wycofany ze służby i skierowany do rezerwy. Okręt ponownie wszedł do służby 19 kwietnia 1930. Wchodząc w skład 10 Eskadry niszczycieli działał w rejonie zachodniego wybrzeża Stanów Zjednoczonych. Działając także z baz wschodniego wybrzeża, okręt został ponownie wycofany ze służby 30 grudnia 1936. Okręt ponownie wszedł do służby 4 października 1939 w celu wzmocnienia sił US Navy działających na Atlantyku. Do jesieni 1940 uczestniczył w patrolowaniu wód wschodniego wybrzeża Stanów Zjednoczonych.
23 października 1940 okręt wszedł w skład Royal Navy, jako część umowy, zgodnie z którą za amerykańską pomoc wojskową, US Navy otrzymała dostęp do brytyjskich baz morskich. Okręt został przemianowany na HMS „Lincoln” (G42) i wraz z innymi 50 przekazanymi niszczycielami przystąpił do eskortowania konwojów w rejonie wysp brytyjskich. We wrześniu 1941 okręt poddano przebudowie w wyniku której usunięto część uzbrojenia artyleryjskiego i torpedowego, które zastąpiono wyrzutniami bomb głębinowych, dzięki którym okręt lepiej mógł wypełniać misje eskortowe. Po modernizacji okręt został przekazany w lutym 1942 Norweskiej Marynarce Wojennej. W lipcu 1942 jednostkę przekazano Kanadyjskiej Marynarce Wojennej. 26 sierpnia 1944 okręt został przekazany Radzieckiej Marynarce Wojennej, gdzie służył głównie jako hulk i magazyn części zamiennych. Został zwrócony Royal Navy w sierpniu 1952 i złomowany.